# Anastrepha mucronota
Anastrepha mucronota är en tvåvingeart som beskrevs av Stone 1942. Anastrepha mucronota ingår i släktet Anastrepha och familjen borrflugor. Inga underarter finns listade i Catalogue of Life.